# Klomipramin

Klomipramins systematiska namn är 3-klor-10,11-dihydro-N,N-dimetyl-5H-dibens-
[b,f]azepin-5-propanamin.

Klomipramin är ett antidepressivt läkemedel. Det används vid djupa depressioner och har också god effekt vid ångesttillstånd med panikattacker. Medlet har också effekt mot tvångstankar, men denna effekt kommer ofta först efter en längre tid än den antidepressiva effekten.
Preparatet går i Sverige under varunamnet Anafranil. Det var även det första läkemedel som visade resultat vid behandling av svåra premenstruella besvär i en klinisk studie i början av 1990-talet, då i princip alla försökspersoner som fått den aktiva substansen upplevde någon form av förbättring, mer eller mindre. Läkemedlet ges i tablettform, som injektion och dropp. 

## Verkningsmekanism
Klomipramin tillhör gruppen tricykliska antidepressiva läkemedel (TCA) och verkar genom att den och dess metabolit hämmar återupptaget av serotonin och noradrenalin i synapsklyftan. Koncentrationen av dessa förblir då hög och kan därför hålla sina respektive receptorer aktiva en längre period. En del biverkningar blir en följd av att klomipramin även påverkar andra monoaminers effekt såsom acetylkolin och histamin.
Klomipramin har nästan enbart effekt på serotonin, men dess metabolit har starkare effekt på noradrenalin. Genom att ge klomipramin intravenöst ökar effekten på serotoninet i förhållande till noradrenalinet. Att ge klomipramin i dropp är ett alternativ till ECT. När anafranil lanserades hävdades det att det var den första antidepressiva medicin som gav lika god effekt mot depression som ECT.